# Pel·lícula d'art i assaig
Una pel·lícula d'art i assaig sol ser una pel·lícula seriosa i independent, dirigida a un mercat concret enlloc d'un públic de masses mercats. "Es pretén que sigui una obra artística seriosa, sovint experimental i no dissenyada per a l'atractiu massiu", "feta principalment per raons estètiques en lloc de beneficis comercials", i conté "contingut no convencional o altament simbòlic".
Els crítics de cinema i els estudiosos d'estudis cinematogràfics solen definir una pel·lícula d'art i assaig com posseidora de "qualitats formals que la marquen com a diferents de les principals pel·lícules de Hollywood". Aquestes qualitats poden incloure (entre altres elements): un sentit del realisme social; èmfasi en l'expressivitat autoral del director; i un enfocament en els pensaments, els somnis o les motivacions dels personatges, en oposició al desenvolupament d'una història clara i dirigida a objectius. L'erudit de cinema David Bordwell descriu el cinema d'art i assaig com "un gènere cinematogràfic, amb les seves pròpies convencions".
Els productors de cinema artístic solen presentar les seves pel·lícules a teatres especials (cinemes de repertori o, als Estats Units, a sales d'art) i a festivals de cinema. El terme pel·lícula d'art i assaig s'utilitza molt més a Amèrica del Nord, el Regne Unit i Austràlia, en comparació amb l'Europa continental, on s'utilitzen els termes pel·lícules d'autor i cinema nacional (per exemple, cinema nacional alemany). Atès que s'adrecen a públics reduïts, les pel·lícules d'art i assaig poques vegades adquireixen el suport financer que permetria grans pressupostos de producció associats a les pel·lícules d'èxit de gran difusió. Els directors de cinema artístic compensen aquestes restriccions creant un tipus de pel·lícula diferent, que normalment utilitza actors de cinema menys coneguts (o fins i tot actors aficionats) i escenaris modestos per fer pel·lícules que se centren molt més en el desenvolupament d'idees, explorant noves tècniques narratives., i intentar noves convencions sobre el cinema.
Aquestes pel·lícules contrasten fortament amb les pel·lícules d'èxit principals, que s'orienten més cap a la narració lineal i l'entreteniment. El crític de cinema Roger Ebert va anomenar Chungking Express, una pel·lícula d'art i assaig del 1994 aclamada per la crítica, "en gran manera una experiència cerebral" que hom gaudeix "pel que se sap sobre la pel·lícula". Per a la promoció, les pel·lícules d'art es basen en la publicitat generada a partir de les crítiques dels crítics de cinema; discussió de la pel·lícula per part de columnistes, comentaristes i bloggers d'arts; i promoció del boca-boca per part dels membres del públic. Com que les pel·lícules d'art i assaig tenen uns costos inicials d'inversió reduïts, només han d'apel·lar a una petita part del públic convencional perquè siguin econòmicament viables.